# マイホームタウン
「マイホームタウン」（MY HOME TOWN）は、1982年11月21日に発売された浜田省吾の16枚目のシングル。

## 概要
8枚目のアルバム『PROMISED LAND 〜約束の地』と同時発売された。
「マイホームタウン」は、ニュータウンを舞台にしたメッセージソング。2010年10月6日発売のベストアルバム『The Best of Shogo Hamada vol.3 The Last Weekend』にてセルフカバーしている。
「恋に落ちたら」はバラードで、水谷公生は「最近俺がやったアレンジの中でベストワークだ」と浜田に話していたという。
1989年3月21日、CBS・ソニー発足20周年企画「Platinum Singles Series」で過去発売アナログシングルから本作がピックアップされCDシングル化された（後述）。

## 収録曲
| 全作詞・作曲: 浜田省吾、全編曲: 水谷公生。 |                                    |          |            |      |
| #                                          | タイトル                           | 作詞     | 作曲・編曲 | 時間 |
| 1.                                         | 「マイホームタウン」(MY HOME TOWN) | 浜田省吾 | 浜田省吾   | 4:53 |
| 2.                                         | 「恋に落ちたら」(KOI NI OCHITARA)  | 浜田省吾 | 浜田省吾   | 4:09 |
| 合計時間:                                  | 合計時間:                          | 9:02     |            |      |

## マイホームタウン/陽のあたる場所（再発シングル）
1989年3月21日に、CBS・ソニー発足20周年企画「Platinum Singles Series」で過去発売アナログシングルからピックアップされ8cmCDシングル化。その際、12枚目のシングル「陽のあたる場所」と両A面シングルとなる。
ジャケットアートは、アナログシングル「マイホームタウン」が使用されている。
2005年3月24日と2021年6月23日に、マキシシングルとしてリサイズされ復刻された。

### 収録曲
| 全作詞・作曲: 浜田省吾、全編曲: 水谷公生。 |                      |          |            |      |
| #                                          | タイトル             | 作詞     | 作曲・編曲 | 時間 |
| 1.                                         | 「マイホームタウン」 | 浜田省吾 | 浜田省吾   | 4:52 |
| 2.                                         | 「陽のあたる場所」   | 浜田省吾 | 浜田省吾   | 4:13 |
| 合計時間:                                  | 合計時間:            | 9:05     |            |      |

### 参加ミュージシャン
| マイホームタウン - Worlds and Music by 浜田省吾 - Arranged by 水谷公生 - Chorus Arranged by 町支寛二 - Drums：菊地丈夫 - Bass：岡沢茂 - Keyboards：佐藤準 - Electric Guitar：水谷公生 - Percussion：石井宏太郎 - Chorus：町支寛二 | 陽のあたる場所 - Worlds and Music by 浜田省吾 - Arranged by 水谷公生 - Chorus Arranged by 町支寛二 - Drums：森谷順 - Bass：岡嶋善文 - Keyboards：渋井博 - Electric Guitar：町支寛二 - Acoustic Guitar：水谷公生 - Percussion：石井宏太郎 - Chorus：町支寛二 |

## カバー
マイホームタウン
- 2004年、Bank Band（アルバム『沿志奏逢』に収録）